# Hoplichthys filamentosus
Hoplichthys filamentosus is een straalvinnige vissensoort uit de familie van hoplichthyden (Hoplichthyidae). De wetenschappelijke naam van de soort is voor het eerst geldig gepubliceerd in 1950 door Matsubara & Ochiai.